# 동작동 어머니
"동작동 어머니"는 1966년 공개된 대한민국의 영화이다.

## 배역
- 김지미
- 김석훈
- 한은진
- 이대엽